# Elisama Santos
Elisama Santos (Feira de Santana, 1985) é uma escritora, psicanalista e apresentadora brasileira, que atua na área de relacionamentos familiares, especialmente a educação infantil. É apresentadora do programa "SAC das emoções", no canal GNT.

## Carreira
Elisama Santos é referência do país em parentalidade, saúde mental, comunicação não violenta e educação emocional. Ela é especialista em comunicação não violenta (CNV), abordagem proposta pelo psicólogo norte-americano Marshall Bertram Rosenberg. . 
Ela destaca que "Vivemos num dos países mais violentos para crianças". e que podemos construir diálogos através de uma comunicação mais assertiva e empática. 

## Publicações
Suas publicações mais vendidas são:
- 2022 - Mesmo Rio (Editora Record)[1][14]
- 2021 - Conversas corajosas[15]
- 2020 - Por que gritamos
- 2019 - Educação não violenta